# Chieko Itō
Chieko Itō (jap. 伊東 千恵子 Itō Chieko;  * 2. April 1954 in der Stadt Fujimi, Kreis Suwa, Präfektur Nagano) ist eine ehemalige japanische Eisschnellläuferin.

## Werdegang
Itō trat international erstmals bei der Mehrkampfweltmeisterschaft 1974 in Heerenveen in Erscheinung, wobei sie den 23. Platz im Kleinen Vierkampf errang. In der Saison 1974/75 lief sie bei der Sprintweltmeisterschaft 1975 in Göteborg auf den 24. Platz im Sprint-Mehrkampf und bei der Mehrkampfweltmeisterschaft 1975 in Assen auf den 23. Rang im Kleinen Vierkampf. Im folgenden Jahr belegte sie bei den Olympischen Winterspielen 1976 in Innsbruck den 22. Platz über 1500 m sowie den 21. Rang über 3000 m und startete letztmals international bei der Sprintweltmeisterschaft 1976 in Berlin, wobei sie den 17. Platz im Sprint-Mehrkampf errang.

## Erfolge

### Olympische Spiele
- 1976 Innsbruck: 21. Platz 3000 m, 22. Platz 1500 m

### Mehrkampf-Weltmeisterschaften
- 1974 Heerenveen: 23. Platz Kleiner Vierkampf
- 1975 Assen: 23. Platz Kleiner Vierkampf

### Sprint-Weltmeisterschaften
- 1975 Göteborg: 24. Platz Sprint-Mehrkampf
- 1976 Berlin: 17. Platz Sprint-Mehrkampf

## Persönliche Bestzeiten
| Disziplin | Zeit        | Datum             | Ort       |
| --------- | ----------- | ----------------- | --------- |
| 500 m     | 46,69 s     | 1. März 1975      | Inzell    |
| 1000 m    | 1:31,99 min | 27. Februar 1975  | Inzell    |
| 1500 m    | 2:18,80 min | 28. November 1974 | Matsumoto |
| 3000 m    | 4:52,20 min | 29. November 1975 | Matsumoto |
| 5000 m    | 9:21,00 min | 17. Dezember 1971 | Matsumoto |